# Ludwik Gładyszewski
Ludwik Gładyszewski (ur. 17 września 1932 w Wysokiej, zm. 19 grudnia 2009 w Gnieźnie) – polski ksiądz katolicki, filolog klasyczny, tłumacz.

## Życiorys
W 1951 ukończył liceum ogólnokształcące w Nakle nad Notecią i wstąpił do seminarium duchownego w Gnieźnie. Święcenia kapłańskie przyjął 15 czerwca 1957. Po święceniach pracował przez rok jako wikariusz w Wągrowcu, a w latach 1958–1963 studiował filologię klasyczną na Katolickim Uniwersytecie Lubelskim. W 1963 obronił pracę magisterską Wyrażenia przenośne określające życie, śmierć, szczęśliwość wieczną u św. Ambrożego, napisana pod kierunkiem Leokadii Małunowiczówny. Od 1963 był wykładowcą języków klasycznych w Wyższym Seminarium Duchownym w Gnieźnie. Przez władze kościelne został mianowany profesorem nadzwyczajnym w 1971, profesorem zwyczajnym w 1979. W 1972 obronił na KUL-u pracę doktorską Bóg- Stwórca i Władca. Doktryna greckich apologetów II wieku o stworzeniu i opatrzności w aspekcie historyczno-filozoficznym, której promotorem był ks. Marian Kurdziałek (wyd. 1980 pod tytułem Bóg-Stwórca i Władca. Doktryna greckich apologetów II wieku o stworzeniu i opatrzności w aspekcie patrystyczno-filozoficznym jako tom 1 serii Studia Antiquitatis Christianae). Był także prepozytem kapituły św. Jerzego, od 1999 kanonikiem gremialnym Kapituły Prymasowskiej w Gnieźnie.
W 1970 przełożył i opracował razem z ks. Szczepanem Pieszczochem Wybór pism dogmatycznych św. Ambrożego. Był redaktorem serii Starożytne Teksty Chrześcijańskie, w ramach której przygotował tom Kazania i homilie na święta Pańskie i Maryjne (wyd. 1970) oraz ukończył i zredagował przygotowany przez L. Małanowiczównę tom Antologia modlitwy wczesnochrześcijańskiej (wyd. 1993). W serii Źródła Myśli Teologicznej przetłumaczył i opracował Komentarz do Księgi Jonasza św. Hieronima (wyd. 1998), Wyjaśnienie symbolu. O tajemnicach. O sakramentach św. Ambrożego (wyd. 2004), Symbol Apostolski w nauczaniu Ojców. Augustyn, Piotr Chryzolog, Wenancjusz Fortunatus (wyd. 2010). Na zlecenie władz kościelnych przetłumaczył dokumenty Obrzędy chrześcijańskiego wtajemniczenia dorosłych (wyd. 1988), Martyrologium romanum (wyd. 2004) i Enchiridion Indulgentiarum
Jego kazania pasyjne ukazały się w 2009 w zbiorze Drążącym sercem towarzysząc cierpiącemu. Był także autorem broszur Beati martyres. Błogosławieni męczennicy za wiarę Archidiecezji Gnieźnieńskiej. 1939-1945 (wyd. 1999) i Wierny pasterz błogosławiony Marian Skrzypczak kapłan i męczennik (wyd. 2008).